# NGC 733
NGC 733 — звезда в созвездии Треугольник.
Этот объект входит в число перечисленных в оригинальной редакции «Нового общего каталога».
Зарисовки и измерения Уильяма Парсонса доказывают, что NGC 733 — звезда, однако Гарольд Корвин не исключает, что NGC 733 — это галактика, которая находится в 100' от звезды.